# Divine coïncidence
 (septembre 2023).
La divine coïncidence est, en économie, l'existence d'une coïncidence entre les politiques de lutte contre l'inflation et les politiques de stabilisation des cycles économiques sur la base de l'écart de production. La divine coïncidence est le résultat des modèles de la nouvelle économie keynésienne. Cette coïncidence est divine car elle signifie que la politique économique n'a pas besoin d'arbitrer entre le couple inflation élevée/chômage faible et inflation faible/chômage élevé : la stabilisation du cycle au niveau de l'écart de production est suffisant pour assurer que l'inflation soit sous contrôle.

## Concept
L'expression de « divine coïncidence » est utilisée par Olivier Blanchard et Gali, notamment dans un article de 2007. Les deux auteurs, issus de l'école de la nouvelle économie keynésienne, soutiennent que la politique économique n'a qu'à viser à stabiliser l'écart de production pour contrôler l'inflation. Les banques centrales, en contrôlant l'inflation, contrôlent indirectement l'évolution de l'output gap.
La coïncidence est dite divine en ce qu'elle permet d'échapper à l'arbitrage que la courbe de Philips faisait traditionnellement peser sur les décideurs publics, à savoir un arbitrage entre une inflation faible (mais un chômage élevé) et une inflation élevée (mais un chômage faible).

## Réception
Le concept de divine coïncidence a fait l'objet de beaucoup de débats. Selon Eleni Iliopulos (2015), il a même été le « pivot de l'analyse de la politique monétaire pendant les années précédant la crise financière de 2007 ».
Il a été critiqué pour son manque de pertinence du fait de la possibilité que des chocs exogènes provoquent un choc d'offre négatif et ainsi augmente l'inflation sans que l'output gap ne soit modifié. Blanchard, Galí, mais aussi Gregory Mankiw ont remis en question la possibilité pour la divine coïncidence d'avoir lieu de manière prolongée dans le monde réel.